# Primera División de Costa Rica 1972
Die Spielzeit 1972 war die 53. Spielzeit der Primera División de Costa Rica, der höchsten costa-ricanischen Fußballliga. Es nahmen acht Mannschaften teil. CD Saprissa gewann zum zehnten Mal in der Vereinsgeschichte die Meisterschaft.

## Austragungsmodus
- Die acht teilnehmenden Mannschaften spielten zunächst in einer Runde im Modus Jeder gegen Jeden die Teilnehmer der jeweils vier Mannschaften umfassenden Meisterschafts- und Abstiegsrunde aus
- Meisterschafts- und Abstiegsrunde wurden jeweils erneut im Modus Jeder gegen Jeden ausgespielt, so dass jede Mannschaft insgesamt 20 Meisterschaftsspiele bestritt
- Die Ergebnisse wurden im Endtableau aneinander gereiht, so dass AD Limonense als Tabellenführer der Abstiegsrunde als Tabellenfünfter mehr Punkte hat als der Tabellenvierte CS Cartaginés
- Der Tabellenletzte der Abstiegsrunde Municipal Puntarenas stieg ab
- Odir Jacques von Meister CS Saprissa wurde mit 18 Saisontoren Torschützenkönig

## Endstand
| Pl.             | Verein               | Sp. | S  | U  | N  | Tore  | Diff. | Punkte |
| --------------- | -------------------- | --- | -- | -- | -- | ----- | ----- | ------ |
| 01              | CD Saprissa          | 20  | 16 | 3  | 1  | 52:6  | +46   | 35     |
| 02              | LD Alajuelense (M)   | 20  | 11 | 3  | 6  | 31:23 | +8    | 25     |
| 03              | AD Ramonense         | 20  | 7  | 6  | 7  | 29:31 | −2    | 20     |
| 04              | CS Cartaginés        | 20  | 7  | 5  | 8  | 28:34 | −6    | 19     |
| 05              | AD Limonense (N)     | 20  | 6  | 8  | 6  | 31:38 | −7    | 20     |
| 06              | CS Herediano         | 20  | 6  | 5  | 9  | 37:39 | −2    | 17     |
| 07              | Deportivo México     | 20  | 2  | 11 | 7  | 25:37 | −12   | 15     |
| 08              | Municipal Puntarenas | 20  | 2  | 5  | 13 | 23:48 | −25   | 9      |
| Stand: Endstand |                      |     |    |    |    |       |       |        |